# Distretto di Weibin (Xinxiang)
Il distretto di Weibin (卫滨区S, Wèibīn QūP) è un distretto della Cina, situato nella provincia di Henan e amministrato dalla prefettura di Xinxiang.